# Diaprepocoridae
Famille
Les Diaprepocoridae  sont une famille d'insectes hétéroptères (punaises) aquatiques d'Australie, de Tasmanie et de Nouvelle-Zélande. 

## Description
Ces punaises sont comme des Corixidae, mais s'en distinguent par des ocelles placées près du bord interne des yeux sur le front, et par des lames cuticulaires formant une frange aux tarses postérieurs,. Le rostre est court, triangulaire, non mobile et avec des traces vestigiales de segmentation sur la face ventrale. Le pronotum est court, transverse, et marqué d'une bande colorée. Le scutellum est grand, triangulaire. Chez le mâle, les trois derniers segments de l'abdomen sont asymétriques. Elles mesurent entre 3.6 et 8.4 mm,. 

## Systématique
Cette famille fait encore l'objet de discussions, certains auteurs la considérant comme une sous-famille des Corixidae, les Diaprepocorinae Lundblad, 1928.  
Il s'agit d'une famille ne comprenant qu'un seul genre vivant, Diaprepocoris, avec quatre espèces, ainsi que deux genres fossiles.   

## Répartition et habitat
On rencontre ces punaises en Australie et en Tasmanie ( trois espèces) et en Nouvelle-Zélande (une espèce) dans des mares ou des lacs. 

## Biologie
Il s'agit d'espèces considérées comme carnivores (prédatrices ou nécrophages) de petits invertébrés aquatiques. Toutefois, on a trouvé à l'intérieur de certaines des restes de diatomées et de Zygnematales (algues vertes). Il se peut qu'elles se nourrissent en grattant le biofilm de certains substrats. 
Comme chez les Corixidae, la respiration est assurée par des bulles d'air, transportées dans certaines parties du corps, et maintenues par des zones de poils hydrofuges, entre les hémélytres et les ailes postérieures, ou sous l'abdomen, qui agissent comme des branchies. Ces punaises se toilettent en frottant la sécrétion d'une glande métathoracique sur les poils hydrofuges. Alors que les Corixidae font cette toilette en flottant à la surface de l'eau, les Diaprepocoris le font à terre. Cette sécrétion contient des substances antibactérienne qui maintient la fonction respiratoire de ces poils contre des contaminations. 

## Liste des genres
Selon ITIS (09 avril 2022) :
- Diaprepocoris Kirkaldy, 1897, avec quatre espèces.

### Genres fossiles
selon BioLib (09 avril 2022) :
- †Gazimuria Popov, 1971, 1 espèce
- †Karataviella Becker-Migdisova, 1949, 8 espèces